# Campeonato Mundial de Ciclismo en Pista de 1980
El LXXVII Campeonato Mundial de Ciclismo en Pista se celebró en Besanzón (Francia) entre el 3 y el 7 de septiembre de 1980 bajo la organización de la Unión Ciclista Internacional (UCI) y la Federación Francesa de Ciclismo.
Las competiciones se realizaron en la pista del Estadio Léo Lagrange de la ciudad francesa. En total se disputaron 10 pruebas, 8 masculinas (5 profesionales y 3 amateur) y 2 femeninas.

## Medallistas

### Masculino profesional
| Evento                 | Oro                       | Plata                          | Bronce                       |
| ---------------------- | ------------------------- | ------------------------------ | ---------------------------- |
| Velocidad individual   | Koichi Nakano Japón       | Masahito Ozaki Japón           | Daniel Morelon Francia       |
| Persecución individual | Anthony Doyle Reino Unido | Herman Ponsteen · Países Bajos | Hans-Henrik Ørsted Dinamarca |
| Carrera por puntos     | Constant Tourné · Bélgica | Giovanni Mantovani · Italia    | Heinz Betz RFA               |
| Keirin                 | Daniel Clark Australia    | Daniel Morelon Francia         | Niels Fredborg Dinamarca     |
| Medio fondo            | Wilfried Peffgen RFA      | René Kos · Países Bajos        | Bruno Vicino · Italia        |

### Masculinoamateur
| Evento             | Oro                                        | Plata                              | Bronce                                     |
| ------------------ | ------------------------------------------ | ---------------------------------- | ------------------------------------------ |
| Carrera por puntos | Gary Sutton Australia                      | Viktor Manakov URSS                | Josef Kristen RFA                          |
| Medio fondo        | Gabriël Minneboo · Países Bajos            | Mattheus Pronk · Países Bajos      | —                                          |
| Tándem             | Checoslovaquia Ivan Kučírek Pavel Martínek | Francia Yvon Cloarec Franck Dépine | Italia · Giorgio Rossi · Floriano Finamore |

### Femenino
| Evento                 | Oro                       | Plata                 | Bronce                        |
| ---------------------- | ------------------------- | --------------------- | ----------------------------- |
| Velocidad individual   | Sue Novara Estados Unidos | Galina Tsariova URSS  | Claudia Lommatzsch RFA        |
| Persecución individual | Nadezhda Kibardina URSS   | Karen Strong · Canadá | Petra de Bruin · Países Bajos |

## Medallero
| Núm. | País           | Oro | Plata | Bronce | Total |
| ---- | -------------- | --- | ----- | ------ | ----- |
| 1    | Australia      | 2   | 0     | 0      | 2     |
| 2    | Países Bajos   | 1   | 3     | 1      | 5     |
| 3    | URSS           | 1   | 2     | 0      | 3     |
| 4    | Japón          | 1   | 1     | 0      | 2     |
| 5    | RFA            | 1   | 0     | 3      | 4     |
| 6    | Bélgica        | 1   | 0     | 0      | 1     |
| 6    | Checoslovaquia | 1   | 0     | 0      | 1     |
| 6    | Estados Unidos | 1   | 0     | 0      | 1     |
| 6    | Reino Unido    | 1   | 0     | 0      | 1     |
| 10   | Francia        | 0   | 2     | 1      | 3     |
| 11   | Italia         | 0   | 1     | 2      | 3     |
| 12   | Canadá         | 0   | 1     | 0      | 1     |
| 13   | Dinamarca      | 0   | 0     | 2      | 2     |
|      | TOTAL          | 10  | 10    | 9      | 27    |